# Norvel Lee
Norvel Lee, född 22 september 1924 i Eagle Rock i Virginia, död 19 augusti 1992 i Bethesda i Maryland, var en amerikansk boxare.
Lee blev olympisk mästare i lätt tungvikt i boxning vid sommarspelen 1952 i Helsingfors.